# Tramayes
Tramayes – miejscowość i gmina we Francji, w regionie Burgundia-Franche-Comté, w departamencie Saona i Loara.
Według danych na rok 1990 gminę zamieszkiwało 878 osób, a gęstość zaludnienia wynosiła 47 osób/km² (wśród 2044 gmin Burgundii Tramayes plasuje się na 266. miejscu pod względem liczby ludności, natomiast pod względem powierzchni na miejscu 495.).